# Nathan Trent
Nathanaele Koll (født 4. april 1992), professionelt kendt som Nathan Trent, er en østrigsk sanger. Han repræsenterede Østrig i Eurovision Song Contest 2017, hvor han endte på en 16. plads.[kilde mangler]

## Karriere

### 2016-i dag: Eurovision Song Contest
Den 18. juni 2016 udgav Nathan Trent sin debut-single "Like It Is". Den 19. december 2016 blev Trent annonceret som den østrigske repræsentant i Eurovision Song Contest 2017. Sangen vil blive annonceret i februar 2017.
Han også var blandt udvalgte, der deltog i det tyske udvælgelsesprogram til Eurovision Song Contest, Unser Song 2017

## Diskografi

### Singler
| Title        | Year | Album |
| ------------ | ---- | ----- |
| "Like It Is" | 2016 | N/A   |